# Метт Мелоуні
Метью Патрік Мелоуні (англ. Matthew Patrick Maloney, нар. 6 грудня 1971, Сілвер-Спрінг, Меріленд, США) — американський професіональний баскетболіст, що грав на позиції розігруючого захисника за декілька команд НБА.

## Ігрова кар'єра
На університетському рівні грав за команду Вандербілт (1990–1991) та Пенн (1992–1995). 
1995 року виставився на драфт, однак не був вибраний жодною командою. Тому професійну кар'єру розпочав виступами у складі команди «Гренд-Репідс Мекерс» з КБА, за яку відіграв один сезон.
Кар'єру в НБА розпочав 1996 року виступами за тих же «Х'юстон Рокетс», захищав кольори команди з Х'юстона протягом наступних 3 сезонів.
Частину 2000 року також грав у складі «Чикаго Буллз».
Останньою ж командою в кар'єрі гравця стала «Атланта Гокс», до складу якої він приєднався 2000 року і за яку відіграв 3 сезони.